# Ontsira eugeniae
Ontsira eugeniae är en stekelart som beskrevs av Sergey A. Belokobylskij 1982. Ontsira eugeniae ingår i släktet Ontsira och familjen bracksteklar. Inga underarter finns listade i Catalogue of Life.